# Leonardo Villar (actor)
Leonildo Motta, más conocido como Leonardo Villar (Piracicaba, 25 de julio de 1923-São Paulo, 3 de julio de 2020), fue un actor brasileño, reconocido por su interpretación de Zé do Burro en la película de Anselmo Duarte El pagador de promesas, única película en la historia del cine de Brasil en obtener una Palma Dorada en el Festival de Cine de Cannes.
Falleció en un hospital de Sao Paulo a raíz de un paro cardíaco, a los noventa y seis años.

## Filmografía destacada

### Cine
- 1962: El pagador de promesas .... Zé do Burro / Donkey Jack
- 1964: Lampião, o Rei do Cangaço .... Lampião
- 1964: Procura-se uma Rosa
- 1965: Samba
- 1965: A Hora e a Vez de Augusto Matraga .... Augusto Matraga
- 1966: A Grande Cidade .... Jasão
- 1966: Amor e Desamor
- 1966: O Santo Milagroso
- 1967: Juego peligroso .... Homero Olmos
- 1967: O Santo Milagroso .... Pastor Raimundo
- 1968: A Madona de Cedro
- 1982: Amor de Perversão
- 1996: Enigma de um Dia
- 1998: Ação entre Amigos .... Correia
- 2000: Brava Gente Brasileira
- 2007: The Ballroom

### Televisión
- 1965: A Cor da Sua Pele .... Dudu
- 1967: Os Miseráveis .... Jean Valjean
- 1969: Acorrentados .... Rodrigo
- 1972: O Primeiro Amor .... Luciano
- 1972: Uma Rosa com Amor .... Frazão
- 1973: O Duelo
- 1973-1974: Os Ossos do Barão .... Miguel
- 1974: O Crime de Zé Bigorna.... Miguel Fará
- 1975: Escalada .... Alberto Silveira
- 1975: O Grito .... Edgar
- 1976-1977: Estúpido Cupido .... Guima
- 1980: Coração Alado .... França
- 1981: O fiel e a pedra
- 1982: O Homem Proibido .... Dario
- 1983-1984: Voltei pra Você .... Rubens
- 1984: Marquesa de Santos .... José Bonifácio
- 1984: Santa Marta Fabril S.A.
- 1985: Tudo em Cima .... Robert Kraus
- 1986-1987: Mania de Querer .... João
- 1990: Desejo .... Rodrigues
- 1990: Barriga de Aluguel .... Ezequiel Ribeiro
- 1991-1992: Amazônia .... Peçanha
- 1995: Tocaia Grande .... coronel Elias Daltro
- 1997: O desafio de Elias .... Malaquias
- 1997: Os Ossos do Barão .... Antenor
- 1998: Serras Azuis .... Ignácio O'Neill
- 2000: Laços de Família .... Pascoal
- 2002: Coração de Estudante .... Ronaldo Rosa
- 2006-2007: Pé na Jaca .... José Fortuna
- 2010-2011: Passione .... Antero / Giovani